# Lina Cavalieri
 (janvier 2022).
Natalina dit Lina Cavalieri est une soprano italienne, née le 25 décembre 1874 à Viterbe et morte le 8 février 1944 à Florence.

## Biographie
Élevée dans les rues, orpheline à 15 ans, Lina Cavalieri rejoint une troupe théâtrale voyageant dans les provinces italiennes. Elle a débuté dans le vaudeville, chantant dans des cafés-concerts et se faisant remarquer par ses prestations aux Folies Bergère. 

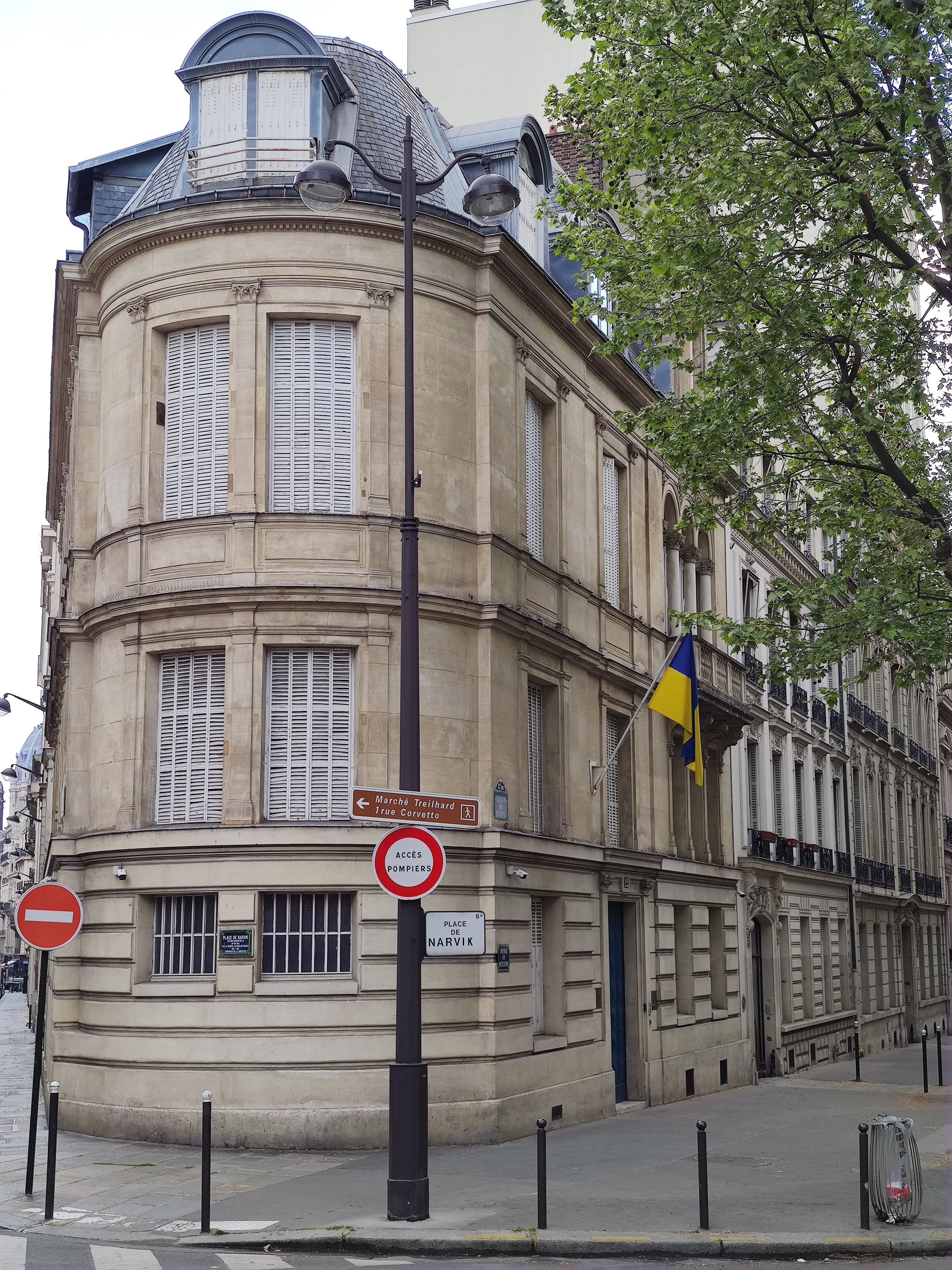
22, avenue de Messine, Paris.

Lors d’une tournée en Russie, le prince Bariatinsky la convainc de se produire sur les scènes lyriques. Elle débute à l’opéra dans La Bohème (rôle de Mimi), puis chante à Paris et au Met dans l’opéra de Giordano, Fedora, avec comme partenaire Enrico Caruso qu'elle embrasse sur la bouche pendant la représentation, devenant pour les États-Unis « the Kissing Primadonna ». Elle épouse le 18 juin 1910 le millionnaire Robert Winthrop Chanler (en), mais ils se séparent au bout d’une semaine. L’événement fait scandale et est à l’origine de la rupture de son contrat avec le Met. Elle réside à l'époque 22, avenue de Messine à Paris. 
Entre 1914 et 1921, elle s’essaie au cinéma à Hollywood, sans grand succès. Elle épouse en 1913 le ténor français Lucien Muratore dont elle se séparera en 1919. En 1926, elle fait ses adieux à la scène et ouvre un institut de beauté à Paris. En 1926, elle signe une licence avec les parfums Isabey Paris. Et développe ainsi une gamme de produits cosmétiques ainsi que son parfum 'Monna Lina', en hommage au portrait de Mona Lisa par Léonard de Vinci. Le flacon de son parfum est créé par Julien Viard et l'écrin par le cartonnier Sennet.
Elle meurt avec son quatrième mari dans le bombardement de Florence le 8 février 1944.
Sa voix, limitée, était plutôt faite pour le répertoire léger, mais elle séduisait et fascinait par sa beauté. Son portrait dessiné par Piero Fornasetti et utilisé dans sa production artistique est devenu un emblème du design italien.
Elle a écrit un livre de souvenir Le mie verità, Rome (1936).
Le film La Belle des belles (La donna più bella del mondo) lui a été consacré par le réalisateur Robert Z. Leonard en 1955 avec Gina Lollobrigida interprétant la cantatrice.

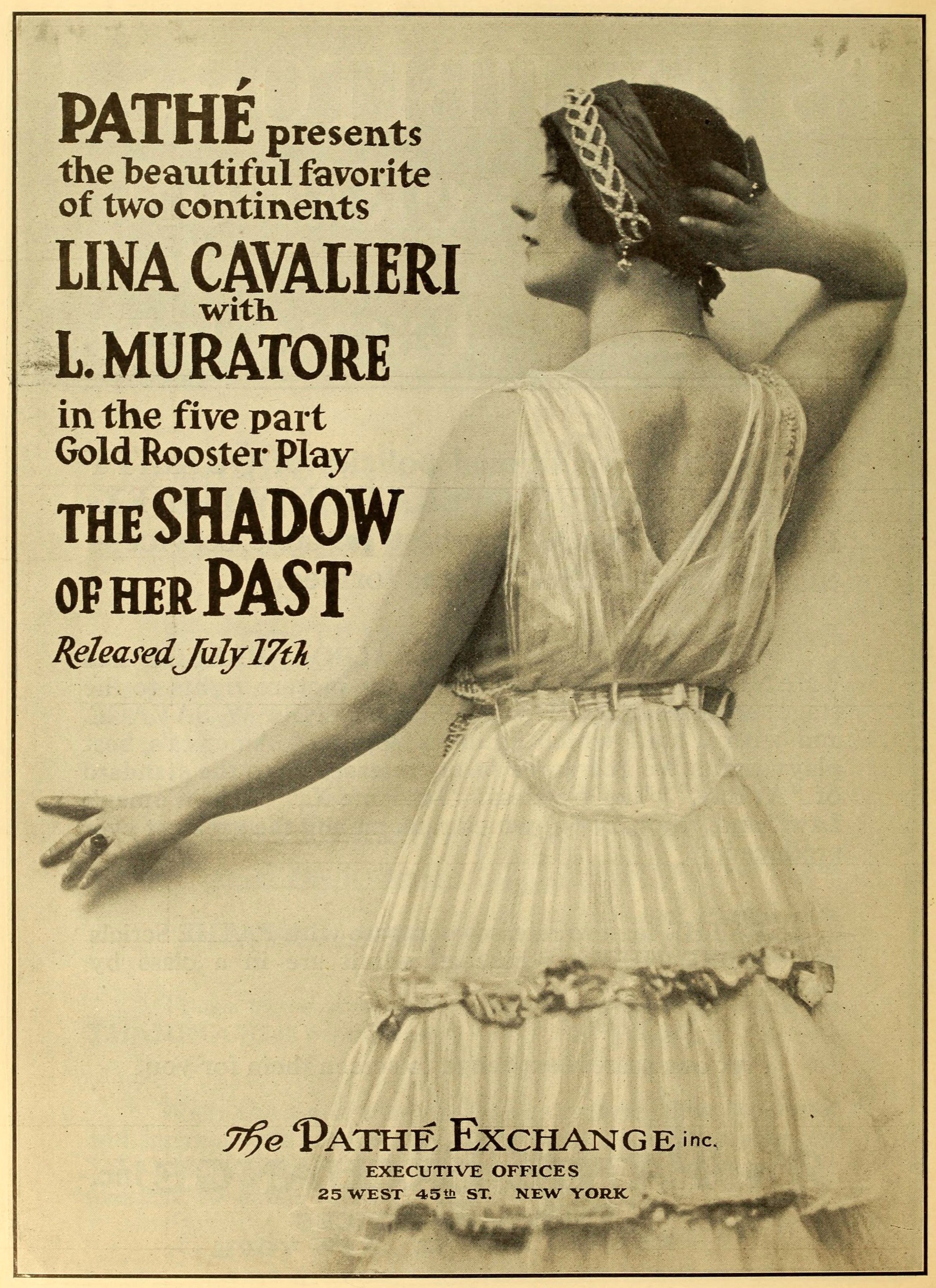
The Shadow of Her Past (1916).
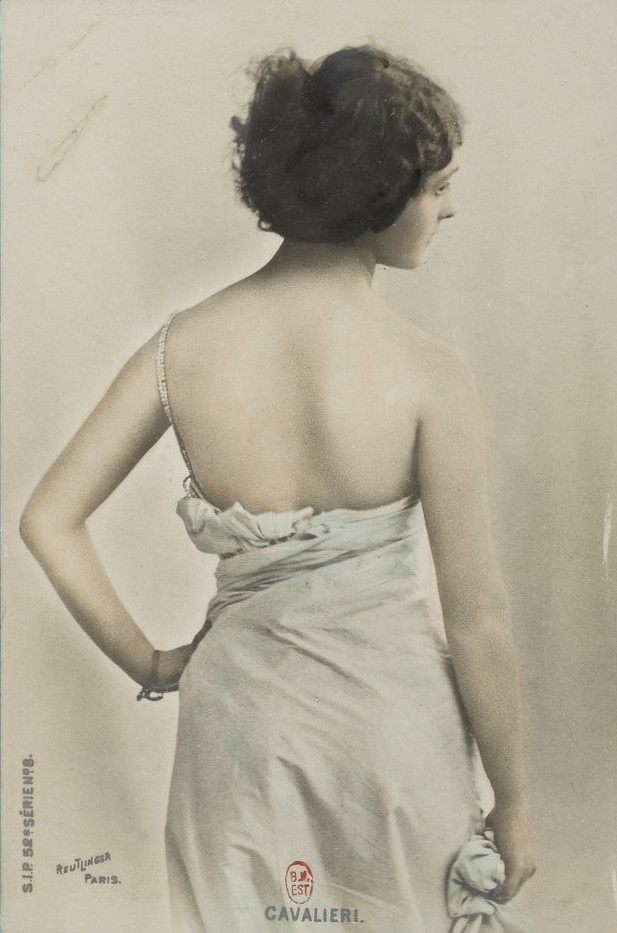
Portrait photographique de Lina Cavalieri (1900-1910) .

## Filmographie partielle
- 1915 : Épouse dans la mort (Sposa nella morte!) d'Emilio Ghione
- 1918 : Vie d'artiste (A Woman of Impulse) de Edward José
- 1919 : The Two Brides d'Edward José[4]